# Gilbert de Longueil
Pour les articles homonymes, voir Longueil (homonymie).
Gilbert de Longueil, en latin Gisbert Longolius ou Gybertus Longolius, né Gijsbert van Langerack, est un humaniste, philologue et médecin néerlandais, professeur d'université, né à Utrecht en 1507 et mort à Cologne le 30 mai 1543.

## Biographie
Gijsbert van Langerack est issu d'une famille noble d'Utrecht. Il reçoit sa première formation à l'école de la cathédrale Saint-Martin, puis part à 17 ans en 1524 pour l'université de Cologne ; il y obtient son baccalauréat le 15 novembre 1525 et le grade de maître (magister artium) le 3 avril 1527. Il se rend en Italie en 1534-1535 où il étudie les belles-lettres, la philosophie et la médecine aux universités de Bologne, de Ferrare et de Padoue, et obtient le grade de docteur en arts et en médecine. Il a probablement adopté le nom de Longolius en Italie, peut-être inspiré par le juriste et humaniste originaire de Malines Christophe de Longueil (1488-1522) qui se faisait appeler Christophorus Longolius. 
Il rentre aux Pays-Bas en 1535 et est engagé par le conseil municipal de Deventer comme médecin de la ville puis peu après nommé recteur de l'école latine. Il y commence son travail d'éditeur d'œuvres d'auteurs classiques. En 1538, à l'âge de 30 ans, il accepte la chaire de grec à l'université de Cologne ; il est également le médecin du prince électeur et archevêque Hermann de Wied. En 1542, il est chargé de réformer l'université de Rostock et d'y mettre en place un nouveau cursus d'étude. Ses propositions pédagogiques ont été imprimées en 1543, après sa mort, à Rostock chez Ludwig Dietz : Studii litterarii publici in academia Rostochiensi diligens et accurata restauratio. Una cum constitutione ludi puerilis ... Cui accessit de optima ratione discendi jurisprudentiam tractatus. Il propose une organisation des études en trois parties : tout d'abord un paedagogium pour la formation préliminaire des jeunes gens ; puis un collège (gymnasium) consacré au studium artium ; enfin et seulement, l'accès aux études des trois facultés : médecine, droit et théologie.
Au printemps 1543, alors qu'il était revenu à Cologne pour en rapporter sa bibliothèque personnelle, il y meurt de manière subite à l'âge de 36 ans le 30 mai. Comme il avait participé à une communion eucharistique sous les deux espèces (sub utraque), il est considéré comme protestant ; le clergé de Cologne et l'université s'opposent à son inhumation à Cologne ; Gilbert de Longueil est donc enterré à Bonn par Melanchthon et Martin Bucer. 
La bibliothèque de Longueil est vendue peu après sa mort par sa veuve à l'humaniste Johannes Cincinnius ; à la mort de ce dernier en 1555, les livres entrent à l'abbaye bénédictine de Werden à Essen. Après la Réforme, la majeure partie de la bibliothèque du monastère entre à l'université de Düsseldorf où elle se trouve encore au début du XXIe siècle ; 123 livres ayant appartenu Gilbert de Longueil y figurent ; une partie en a été numérisée par la bibliothèque universitaire.

## Œuvres
- Lexicon græco-latinum locupletatum, Cologne, Johann Prael, 1533, 460 p.
- Concilium Nicenum. Synodi Nicenae quam Graeci septimam vocant ... anno a Christo nato DCC.LXXXI ... Opus nunc recens inventum et e graeco versum, Cologne, Petrus Quentel, 1540, 95 p. (édition des actes du Deuxième concile de Nicée).
- Dialogus de avibus et earum nominibus græcis, latinis et germanicis, Cologne, 1544[5],[6].

Il publie un nombre important d'éditions annotées d'auteurs latins et grecs : Ovide, Plaute, épîtres de Cicéron, opuscules de Plutarque, ainsi que de l'ouvrage d'Érasme De civilitate morum puerilium (La Civilité puérile).